# Gmach II Liceum Ogólnokształcącego w Mysłowicach
Gmach II Liceum Ogólnokształcącego w Mysłowicach – budynek w Mysłowicach, wpisany do rejestru zabytków województwa śląskiego (nr rej.: A/102/03 z 7.11.2003).

## Historia
Budowę rozpoczęto w 1908 roku, a ukończono w 1911 roku. Od 1 września 1922 działało gimnazjum. W 1932 było 12 sal wykładowczych. W 1935 umieszczono tutaj Miejskie Gimnazjum oraz Liceum żeńskie. W roku 1991 powstało tutaj II Liceum Ogólnokształcące.

## Opis gmachu
Gmach ma budynek w kształcie litery „L”. W stylu Modernistycznym. Budynek jest z Murowanej Cegły, otynkowany. Dach z papy i dachówki ceramicznej. Budynek Wolnostojący, otoczony zielenią. Drzwi Frontowe są drewniane oraz dwuskrzydłowe.
Na elewacji znajduje się napis A. D, MCMXII, fostery, rozety, gzymsy, płyciny.

## Stan techniczny (2020)
- Fundamenty – Stan średni,
- Ściany zewnętrzne – Stan średni,
- Ściany wewnętrzne – Stan dobry,
- Sklepienia, Strony – Stan dobry,
- Konstrukcja dachowa – Stan średni,
- Pokrycie dachu –Stan średni,
- Otoczenie – Zły stan podmurówki ogrodzenia, średni nawierzchni (dojścia, dojazd)[3].